# Gamma Draconis
Désignations
Gamma Draconis (γ Dra, γ Draconis) est l'étoile la plus brillante de la constellation du Dragon. Sa magnitude apparente est de 2,23, surpassant Beta Draconis d'une demi-magnitude. Elle est aussi appelée par son nom traditionnel : Eltamin ou Eltanin ou Etamin (التنين).

## Nomenclature
Le nom propre Eltanin a été officialisé par l'Union astronomique internationale en date du 21 août 2016.
Le nom de Rastaban (variante : Rasaben), aujourd'hui attribué à Beta Draconis mais qui est aussi parfois attribué à Gamma Draconis, est tiré de l'Arabe Tannin « serpent » ou « dragon ». À cause de sa proximité avec le Zénith de Londres, elle est aussi appelée par les Anglais « Étoile Zénith ». En astronomie chinoise, elle fait partie de l'astérisme Tianpei, qui représente un fléau d'agriculture ou bien un épieu.

## Propriétés
Eltanin est une étoile géante de couleur orange et de type spectral K5 III. D'après la mesure de sa parallaxe annuelle par le satellite Hipparcos, elle est située à environ 154 années-lumière de la Terre. Elle se rapproche du Système solaire à une vitesse radiale de −28 km/s.
En 1725, lors d'une tentative infructueuse de mesurer la parallaxe de cette étoile, James Bradley découvrit l'aberration de la lumière, résultante du mouvement de la Terre autour du Soleil.